# Aleksiej Kozłow (1911–1982)
Aleksiej Iwanowicz Kozłow (ros. Алексе́й Ива́нович Козло́в, ur. 31 stycznia 1911 w Petersburgu, zm. 4 maja 1982 w Moskwie) – radziecki polityk, minister hodowli ZSRR (1946-1947), minister gospodarki rolnej ZSRR (1953), minister sowchozów ZSRR (1953).
Po ukończeniu 1932 Instytutu Hodowli w Leningradzie był zootechnikiem, a 1933-1937 starszym zootechnikiem w sowchozie w obwodzie semipałatyńskim. 1937-1938 dyrektor sowchozu w obwodzie leningradzkim, 1938–1939 członek Kolegium Ludowego Komisariatu Sowchozów Rosyjskiej FSRR, 1939 przyjęty do WKP(b), 1939–1940 zastępca ludowego komisariatu sowchozów Rosyjskiej FSRR, 1940-1946 zastępca kierownika Wydziału Rolnego KC WKP(b). Od 26 marca 1946 do 4 lutego 1947 minister hodowli ZSRR, 1947–1948 zastępca ministra gospodarki rolnej ZSRR, 1948-1953 kierownik Wydziału Rolnego KC WKP(b)/KPZR. Od 15 marca do 1 września 1953 minister gospodarki rolnej ZSRR, od 1 września 1953 do 2 marca 1955 minister sowchozów ZSRR. Od 14 października 1952 do 31 stycznia 1955 zastępca członka KC KPZR. 1955-1960 dyrektor sowchozu w obwodzie północnokazachstańskim, 1960-1961 minister sowchozów Kazachskiej SRR, 1961-1962 szef Krajowego Zarządu Kołchozów w Celinogradzie (obecnie Astana). 1962-1964 I zastępca przewodniczącego Krajowego Komitetu Wykonawczego, a 1964-1968 I zastępca przewodniczącego Obwodowego Komitetu Wykonawczego w Smoleńsku. 1968-1977 zastępca przewodniczącego Zarządu Wszechrosyjskiego Związku Międzykołchozowych Organizacji Budowlanych, następnie na emeryturze. Deputowany do Rady Najwyższej ZSRR 3 kadencji.

## Odznaczenia
- Order Lenina
- Order Czerwonego Sztandaru Pracy (dwukrotnie)
- Order Wojny Ojczyźnianej I klasy